# Cahiers du cinéma
Cahiers du cinéma (vertaling: Aantekeningen over cinema) is een invloedrijk Frans filmtijdschrift dat in 1951 werd opgericht door hoofdredacteurs André Bazin, Jacques Doniol-Valcroze en Joseph-Marie Lo Duca. Het ontstaan van het tijdschrift stamt af van het tijdschrift Revue du Cinéma, waar leden van de Parijse filmclubs Objectif 49 (onder anderen Robert Bresson, Jean Cocteau en Alexandre Astruc) en Ciné-Club du Quartier Latin aan meewerkten. Aanvankelijk had Éric Rohmer de leiding over de redactie. Enkele invloedrijke personen die schreven voor het blad zijn Jacques Rivette, Jean-Luc Godard, Claude Chabrol en François Truffaut.

## Geschiedenis
Cahiers herschreef de basisprincipes van filmkritiek en filmtheorie. In een artikel uit 1954 van Truffaut werd 'la qualité française' ('de Franse kwaliteit') aangevallen; het artikel diende bovendien als manifest voor 'la politique des auteurs'; hetgeen Andrew Sarris later omdoopte tot de auteurstheorie. Truffaut verzette zich tegen de kwaliteitstraditie ('cinéma de papa'); de naoorlogse Franse filmproductie waarin beroemde romans op vakkundige wijze werden verfilmd. Truffaut was van mening dat deze films geen recht doet aan de literaire kwaliteit van de romans, noch aan het cinematografisch potentieel van de cinema. Scenaristen die hij aanviel in het artikel, onder wie Claude Autant-Lara, noemde hij 'metter-en-scènes', in zijn ogen een synoniem voor iemand die een scenario braaf in scènes omzet. Om in aanmerking te komen als auteur, werd er door de critici gelet op wat kenmerkend is voor de stijl van de auteur en welke esthetische formele principes terugkeerden in het werk, en werd gelet op de terugkerende inhoudelijke thema's, motieven en objecten.
In het blad werd opgemerkt dat hoewel binnen Hollywood ondanks strenge regels waaraan films moesten voldoen, er toch regisseurs waren die hun eigen handtekening (herkenbare stijlelementen, terugkerende thema's) neerzetten bij hun film. Voorbeelden die het blad noemde, zijn Orson Welles, John Ford, Howard Hawks en Alfred Hitchcock. Bovendien werden Europese filmmakers erkend die 'persoonlijke films' maakten, zoals Roberto Rossellini, Jean Renoir en Ingmar Bergman; zij werden (in tegenstelling tot de miseur-en-scènes) cinéasten genoemd. De critici die dit opmerkten in het blad, gingen aan het einde van de jaren 50 zelf ook films maken met bepaalde invalshoeken, die kenmerken werden van de door hun gecreëerde stijl Nouvelle Vague: Truffaut maakte Les Quatre Cents Coups (1958), Godard maakte À bout de souffle (1959) en Chabrol maakte Les Cousins (1959). Nadruk ligt op formele aspecten zoals mise-en-scène en cameravoering; extreem formalisme was vaak het gevolg, waarbij de inhoud van de film er niet meer toedeed. Omdat via de Cahiers de auteurstheorie langzaam uitgroeide tot een persoonlijkheidscultus, waarschuwde hoofdredacteur Bazin in 1957 voor een te strakke toepassing van deze benadering. Hij erkende het belang van de benadering, maar merkte ook de beperking op en erkende dat naast de regisseur, ook andere crewleden op een filmset essentieel zijn voor een productie. 
Kritiek op het blad Cahiers komt vanuit de schrijfstijl, die volgens menigeen 'zeer subjectief en soms verhit' is. Het Engelse tijdschrift Movie, dat gebaseerd is op Cahiers, was volgens de critici 'beheerster, gecontroleerder en zochten meer naar een (ongedefinieerde) common-sense'. In Amerika liet de auteurstheorie van het blad sporen na in de tijdschriften Film Culture en Film Quarterly.
In 1963 werd Rohmer vervangen door Jacques Rivette als redacteur. Onder leiding van Rivette verschoven de politieke en sociale geaardheid van debatten, en kwam er bovendien meer aandacht voor niet-Hollywoodcinema. De stijl van het tijdschrift was in de jaren 60 modernistisch, maar verschoof in de jaren 70 naar radicaal en dialectisch materialisme. Commercie werd pas weer erkend in 1975, toen een recensie van de film Jaws (1975) verscheen. Toen het blad in 1998 een andere uitgever kreeg, ging het bijna failliet. Een poging om de stijl van het blad om te gooien tot postmodernisme bleek succesvol.
Le Monde nam in 2003 de complete uitgeverij van het blad over en stelde Jean-Michel Frodon aan als hoofdredacteur. Phaidon Press nam in 2009 de leiding van Le Monde over, en richtte zich op het publiceren van artikelen over visuele kunst. Stéphane Delorme werd aangesteld als redacteur.